# Shōda Kenjirō
Shōda Kenjirō (japanisch 正田 建次郎; * 25. Februar 1902 in Tatebayashi, Präfektur Gunma, Japanisches Kaiserreich; † 20. März 1977 in Ashikaga) war ein japanischer Mathematiker, der sich mit Algebra befasste.

## Leben und Wirken
Shōda ging in Tokio zur Schule und in Nagoya auf die achte nationale Oberschule. Danach studierte er an der Universität Tokio insbesondere bei Teiji Takagi. 1925 machte er seinen Abschluss, arbeitete über Darstellungstheorie von Gruppen und setzte sein Studium in Berlin bei Issai Schur und in Göttingen bei Emmy Noether fort. 1929 kehrte er nach Japan zurück und schrieb ein in Japan einflussreiches Algebra-Lehrbuch (Abstrakte Algebra), das zuerst 1932 erschien und in 12. Auflage 1971. 1931 wurde er promoviert. Es verbreitete die Ideen der Noether-Schule (die im Westen Verbreitung insbesondere durch das Lehrbuch von Bartel Leendert van der Waerden fanden) in Japan.
1933 wurde er Professor an der Universität Osaka. Nach dem Zweiten Weltkrieg war er als Vorsitzender der Japanischen Mathematischen Gesellschaft (ab 1946) am Neuaufbau der Mathematik beteiligt. 1947 erschien sein Buch Allgemeine Algebra. 1949 wurde er Dekan der Naturwissenschaftlichen Fakultät der Universität Osaka und von 1954 bis 1960 war er Präsident der Universität. Während dieser Zeit richtete er eine Ingenieursfakultät in Osaka ein und war ab 1961 deren erster Dekan. Auch nach seiner Emeritierung war er beratend für die Verbesserung der Universitätsausbildung aktiv und wurde Präsident der Musashi-Universität. Er starb unerwartet an einem Herzanfall auf einem Familienausflug zur Pflaumenblüte nach Ashikaga.
1949 erhielt er den Preis der Japanischen Akademie der Wissenschaften, 1953 wurde er Mitglied der Akademie. 1969 wurde er als Person mit besonderen kulturellen Verdiensten geehrt und mit dem Kulturorden ausgezeichnet.
Zu seinen Doktoranden gehört Matsushima Yozō.
Shōda war zweimal verheiratet. Aus erster Ehe mit der Tochter des Astronomen Hirayama Shin (1868–1945) hatte er einen Sohn und zwei Töchter, aus zweiter Ehe nach dem Tod seiner ersten Frau einen Sohn. Die emeritierte Kaiserin Michiko ist die Tochter seines jüngeren Bruders Hidesaburō.